# 大阪府立泉尾高等学校
大阪府立泉尾高等学校（おおさかふりつ いずお こうとうがっこう）は、かつて大阪府大阪市大正区に存在した公立の高等学校。

## 概要
1921年に創立。高等女学校時代からの校訓は「純真清楚」。校是は、学制改革時の交流先旧制今宮中学校から引き継いだ「質実剛健」。校章は泉尾高等女学校校章の『純真清楚』を象徴する白百合のふちと、今宮中学校校章の星から『たくましく知性の燦めき』 という意味で有名なオリオン星の三稜(三ツ星)をとり、それらを組み合わせたものの中央に「高」の字を配置したデザインを採用している。
全日制普通科だがコース制も導入し、多様な選択科目を設置していた。また、英語と数学の授業では少人数指導も導入し、2007年度から大阪府教育委員会からアクティブ・ハイスクールに指定され、教頭2人体制、キャリアアドバイザー配置などを実施し、夏には隣接のセミナーハウス（同窓会館「白稜会白百合会館」）で勉強合宿を実施していた。
6月の体育祭と11月の文化祭をあわせて「泉高祭（いずこうさい）」と呼ぶ。体育祭は、各学年を6 - 7組に分割し、上下級生で一体の「団」と呼ばれる“縦割り”チーム編成で激しい応援を競うのが特色。11月に開かれる文化祭は模擬店の多さ、全クラスが個別に垂れ幕を作りPRするのが特色。舞台演劇、ヒップホップダンス、軽音楽部によるバンド演奏のほか、同校教師陣による「先生バンド」がフィナーレを飾る。
毎夏、生徒会執行部が24時間テレビチャリティーキャンペーンにあわせ地元商店街に夜店を出し、売上げ金を寄付していた。また、大阪市環境局の協力で、地域清掃活動「泉高クリーンウォーク」を定期的に行っていた。

## 沿革
1921年3月31日付で大阪府立第七高等女学校として設立認可され、同年4月8日より大阪市西区市岡町（現在の港区波除2丁目）の大阪府立市岡高等女学校（現在の大阪府立港高等学校）を仮校舎として授業を開始した。
翌1922年4月1日付で大阪府立泉尾高等女学校と改称し、同年6月1日に西区泉尾町（閉校までの所在地。現在の大正区泉尾3丁目）に移転している。泉尾の敷地に移転した6月1日を創立記念日としていた。
1923年6月には制服が制定された。府立高等女学校で制服が制定されたのは、泉尾高等女学校が初めてである。また1924年2月には府立高等女学校で初となる鉄筋コンクリートの新校舎が落成している。
1934年9月21日の室戸台風では校舎が被災し、しばらく授業中止となった。
1940年には校内に大阪府泉尾臨時教員養成所を併設した。臨時教員養成所は終戦直後の1945年9月に閉鎖されている。
同窓会・白百合会（1982年白稜会に改称）が母体となり、1941年に郊外学舎・白百合学園設立を決定した。白百合学園は奈良県生駒郡生駒町俵口（現在の生駒市俵口町）に設置され、翌1942年に開園した。郊外農園での農作業のほか、白百合幼稚園を併設して保育実習も実施していた。
太平洋戦争の戦局悪化により、生徒は1944年以降日立造船桜島工場、鐘ヶ渕機械大阪工場、大阪造兵廠香里製造所第2工場などに勤労動員された。1945年3月13日の第一次大阪大空襲では校舎が被災した。
学制改革により、1947年には併設中学校（大阪府立泉尾新制中学校）を過渡的に設置し、旧制高等女学校2・3年相当の生徒を新制中学校に移行した。翌1948年には新制高等学校に改編され、大阪府立泉尾高等学校となった。大阪府立今宮高等学校（旧制今宮中学校）および大阪市立南高等学校（旧制南高等女学校）と生徒・教職員を交流し、男女共学となった。
1978年に校舎改築工事が開始され、1981年3月に完成している。
大阪府教育委員会は、2016年11月18日の教育委員会会議において、泉尾高等学校を大阪府立大正高等学校と再編統合することを決定した。そして、2018年から生徒の募集を停止した。2018年4月1日、両校を統合し、泉尾高等学校校地に大阪府立大正白稜高等学校が開校した。2020年2月28日、第72回卒業証書授与式及び閉校式が実施され、3月31日をもって閉校した。

### 年表
- 1921年
  - 3月31日 - 大阪府立第七高等女学校として開校。
  - 4月8日 - 大阪府立市岡高等女学校（現在の大阪府立港高等学校）を仮校舎として授業を開始。
- 1922年
  - 4月1日 - 大阪府立泉尾高等女学校と改称。
  - 6月1日 - 現在地に移転。
- 1940年 - 校内に大阪府泉尾臨時教員養成所を併設。
- 1948年 - 学制改革により大阪府立泉尾高等学校と改称する。大阪府立今宮高等学校・大阪市立南高等学校と生徒を交流、男女共学制に移行する。新制高校としての校歌を制定。
- 1960年11月3日 - 長野県・白馬乗鞍高原に山岳・スキー合宿施設「泉嶺ヒュッテ」竣工。
- 1961年 - 新プール竣工。
- 1978年 - 校舎の全面改築が始まる。
- 1981年1月13日 - 新体育館兼講堂竣工。
- 2002年 - 制服デザインを一新（翌2003年新入生から導入）。
- 2018年 - 生徒募集停止。同年、4月1日、大阪府立大正高等学校と統合され、泉尾高等学校校地に大阪府立大正白稜高等学校開校。
- 2020年
  - 2月28日 - 閉校式。
  - 3月31日 - 閉校。

## 出身者
- 黒木曜子 - 歌手
- 水野正敏 - ミュージシャン
- 西前忠久 - 声優
- KiYO - ミュージシャン
- 黒川博行 - 作家
- 松尾太陽 - ミュージシャン（超特急 (音楽グループ)）
- エース - お笑い芸人（バッテリィズ）
- 姫野洋司 - 学者（元大阪府立大学副学長）
- やすいゆたか - 哲学者
- 田尾安志 - 野球選手
- 小久保浩樹 - 野球選手
- 岩根忍 - 将棋棋士

## 関係者
- 真保正子 - 元職員、陸上選手（ロサンゼルスオリンピック (1932年)出場）

## アクセス
- 大正駅 南西へ約1.2キロメートル。
- 大阪シティバス「永楽橋筋」停留所 約300メートル。